# Ehemaliger Lettner im Dom zu Münster
| Höhe der Ostseite ohne Brüstung  | 4,39 m     |
| Höhe der Westseite ohne Brüstung | 4,58 m     |
| Höhe der Brüstung                | 1,22 m     |
| Breite (zum Langhaus hin)        | 12,5 m     |
| Höhe der beiden Tore             | 2,82 m     |
| Breite der Tore                  | 1,57 m     |
| Durchmesser der Treppentürme     | ca. 1,70 m |

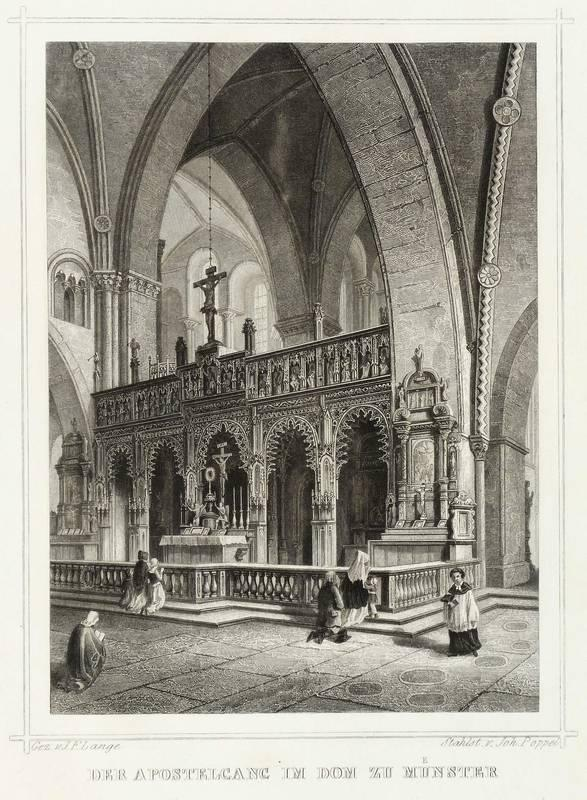
Lettner (Stahlstich, 1852)

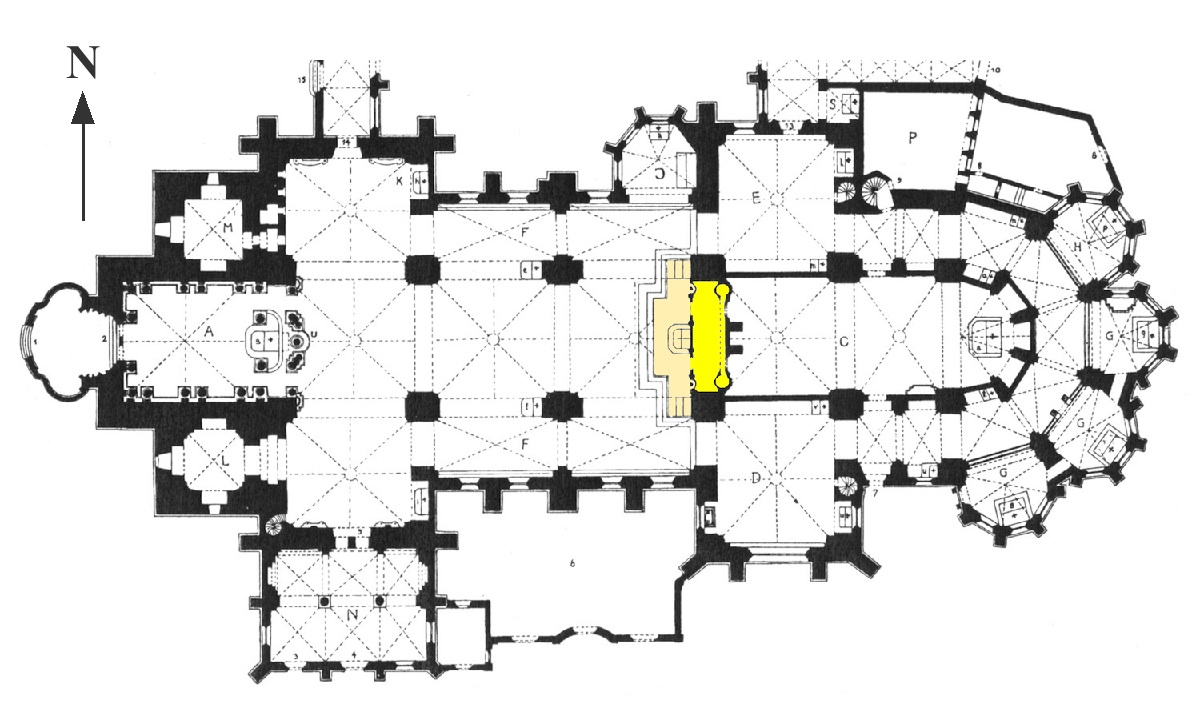
Grundriss des Doms 1761 mit Standort des Lettners

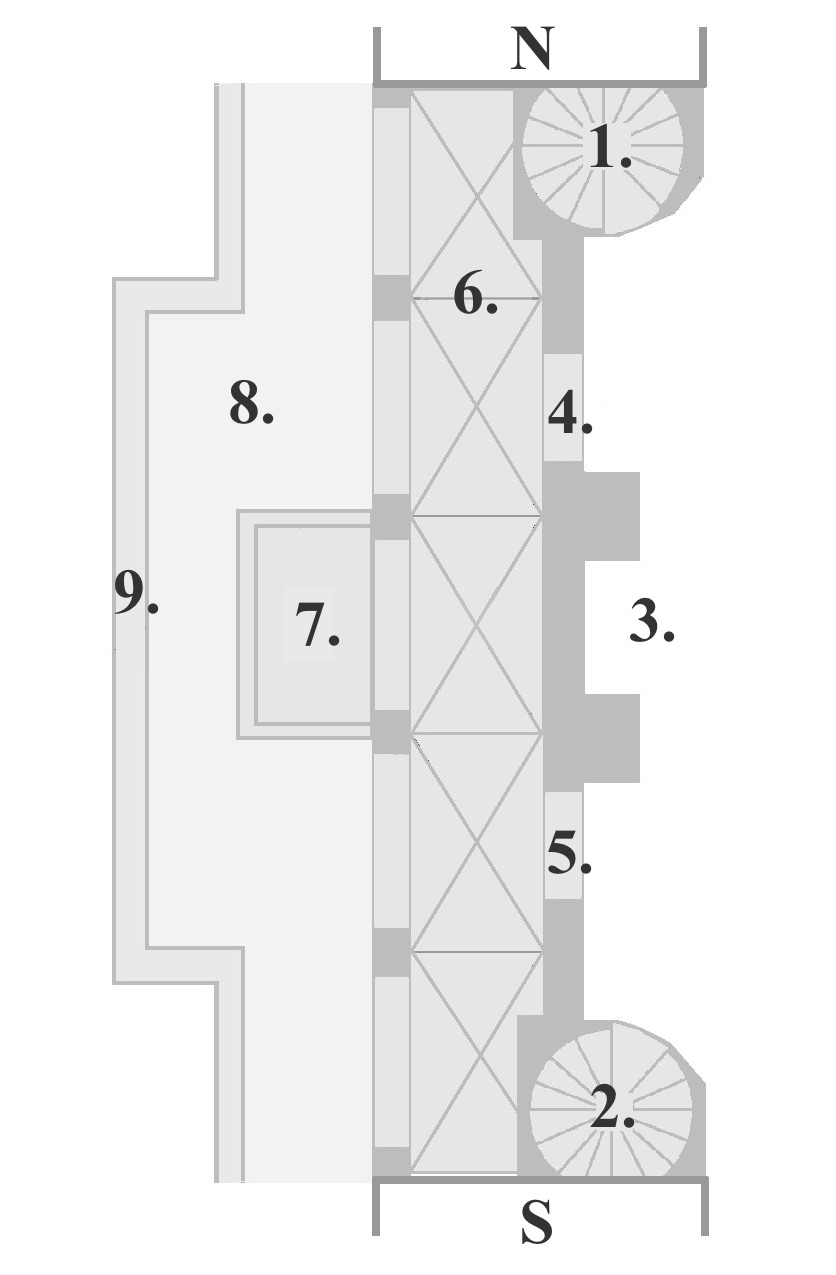
Grundriss des Lettners
1., 2. = Treppenturm zur Lettnerbühne
3 = rückwärtiger Mittelbau
4., 5. = Tordurchgänge
6. = Hallenanlage unter der Lettnerbühne
7. = Kreuzaltar (Volksaltar)
8. = Stufenanlage
9. = Chorschranke

Der ehemalige Lettner des Doms zu Münster war ein großer Renaissance-Lettner aus Baumberger Sandstein, der sich bis zum Jahr 1870 im St.-Paulus-Dom zu Münster in Westfalen befand. Er verband die beiden westlichen Pfeiler der Vierung und trennte Vierung, Querhaus und Chor vom Langhaus.

## Beschreibung
Bereits im frühen 11. Jahrhundert scheint es im (Ersten) Dom ein sog. „pulpitum“ gegeben zu haben, eine Art Ambo mit seitlichen Treppenaufgängen, der eine gewisse Raumtrennung bewirkte. Im Zuge der Errichtung des Dritten (heutigen) Doms wurde dann der erste (Vorgänger-)Lettner errichtet, nach dem Vorbild französischer Lettner. Dieser gotische Lettner fiel den Bilderstürmen der Täufer zum Opfer.
Der zweite und letzte Lettner, um den es hier geht, wurde in den Jahren 1542–1549 von den Brüdern Franz und Johann Brabender geschaffen. Es handelte sich dabei um einen sog. Arkaden- bzw. Hallenlettner, der als Halle frei im Raum stand. Auf ihm befand sich eine rechteckige Bühne, die vor allem als Musikerbühne diente.
Der Lettner wird auch als Apostelgang bezeichnet; dieser Name rührt daher, dass an der Westseite des Lettners, dem Langhaus zugewandt, in den Nischen der Brüstung u. a. die Figuren der zwölf Apostel aufgestellt waren.
Die im nachfolgenden Teil in Klammern angegebenen Zahlen entsprechen denen im Grundriss des Lettners (Abbildung rechts).

### Ostwand
Die Rückwand des Lettners (zum Hochchor hin) war massiv und geschlossen. In ihr befanden sich zwei Tore (4. und 5.). Sie lagen etwa 4,10 m auseinander und dienten dazu, dass die Geistlichen vom Hochchor in das Langhaus gelangen konnten, etwa zur Austeilung der Kommunion. In der Mitte befand sich ein mächtiger Mittelbau (3.), seitlich zu den Vierungspfeilern hin befand sich jeweils ein Treppenturm (1. und 2.), die zur Lettnerbühne hinaufführten.
Der Kunsthistoriker Wilhelm Lübke beschreibt die Ostseite wie folgt.
Die dem Chore zugewendete Seite gibt etwa den Eindruck wie die Hauptfacade einer ritterlichen Burg. Die nur durch aufgelegtes Masswerk spielend belebten Flächen des Mittelbaues, der zwei spitzbogige Thoröffnungen hat, werden durch zwei höhere Treppenthürme flankirt, deren Masse durchbrochen ist mit treppenartig aufsteigenden, durch Masswerk und Spitzgiebel bekrönten Feldern, wie an der Lambertikirche an der Chortreppe. In den Thürmen sind Wendeltreppen angebracht, welche auf die obere Brüstung des Lettners führen. Ein kräftiger Weinlaubfries schliesst den unteren Theil des ganzen Werkes, und die mit dem Gesimse verbundene Zinnenbekrönung verstärkt den Eindruck des Kastellartigen. Ueber die Zinnen erhebt sich noch ein durch Masswerk reich detailliertes Mauerstück, welches am Mittelbau niedriger mit einem Weinlaubfriese schliesst, an den Thürmen höher hinaufsteigt und in einem Zinnenkranz endet, aus welchem schlanke, reich gebildete Fialen aufstreben. Noch sind zwei Sedilien zu erwähnen, die sich zwischen beiden Portalöffnungen an den Mittelbau, Thorthürmen zu vergleichen, lehnen und von geschmackvollen Baldachinen überdeckt werden.

### Westseite
Die Vorderseite (zum Langhaus hin) war als Hallen-Anlage (6.) sichtbar, bestehend aus fünf Rundbögen und einer Tiefe von einem Joch und einer Gesamtbreite von 12,5 m. Die Rundbögen ruhten auf Pfeilern bzw. (seitlich) auf an die Vierungspfeiler angebauten Halbpfeilern. Die Rundbögen waren ca. 1,55 m breit. Bis zum Ansatz der Brüstung war die Vorderseite etwa 4,58 m hoch, die Brüstung etwa 1,22 m.
Der mittlere Rundbogen war etwas breiter und höher angelegt, d. h. ragte in die Brüstung hinein. In ihm befand sich der Kreuzaltar, von dem aus die Messen für das Volk im Langhaus gelesen wurden. Über dieser mittleren Arkade befand sich über der Lettnerbrüstung ein hölzernes Kruzifix von etwa 1,58 m Höhe und 1,30 m Breite. Es stand auf einem Steinsockel, der den Kalvarienberg versinnbildlichte.
Über den vier seitlichen Arkaden teilte sich die Brüstung in je vier Nischen von etwa 13 cm Tiefe, die an der Rückseite durch Maßwerkgitter begrenzt und nach oben hin mit Baldachinen bekrönt waren. In den Nischen befanden sich Figurendarstellungen, die sich heute in der Domkammer befinden:
- Mittig befand sich die sog. Deësisgruppe (Christus als Weltenrichter, flankiert von Maria und Johannes dem Täufer, hinter ihm eine Darstellung Gott Vaters mit der Weltkugel und einem Buch in seinen Händen).
- Die Deesisgruppe wurde flankiert von den Figuren der zwölf Apostel und fünf Heiligenfiguren mit bestimmten, für den jeweiligen Heiligen typischen Attributen (der hl. Sebastian, der hl. Stephanus, der hl. Ludgerus mit einem Modell der Ludgerikirche, der hl. Laurentius und der hl. Antonius der Einsiedler). Die vollplastisch gearbeiteten Heiligenfiguren sitzen auf profilierten Thronbänken.

Der Kunsthistoriker Wilhelm Lübke beschrieb die Schauseite wie folgt.
Einen anderen Charakter bietet die dem Schiffe zugekehrte Seite des Lettners. Sie stellt eine Bogenhalle von niedrigen und einem mittleren, höher und weiter gespannten Rundbogen dar, die auf Pfeilern ruhen. Die Pfeiler sind auf mannigfache Weise belebt, indem die ganze Maße aus abwechselnd stärkeren und schwächeren Diensten besteht, die nach oben sich zu Nischen zusammenschliessen und mit Baldachinen bekrönt sind. Die Böden sind durch hineingespanntes Masswerk auf brillante Weise geschmückt. Das ganze bekrönt eine durch höchst elegante Filialen und Baldachine gebildete Nischenreihe mit den sitzenden Statuetten der Apostel und anderer Heiligen, in der Mitte Christus in feierlicher Haltung auf der Weltkugel thronend. Sechs Fialen bekrönen als letzte Ausläufer der sechs Pfeiler das ganze, auf der Spitze je einen musizierenden Engel tragend. Die etwas hinaufgebaute Mitte nimmt ein Kruzifix ein.

### Kreuzaltar

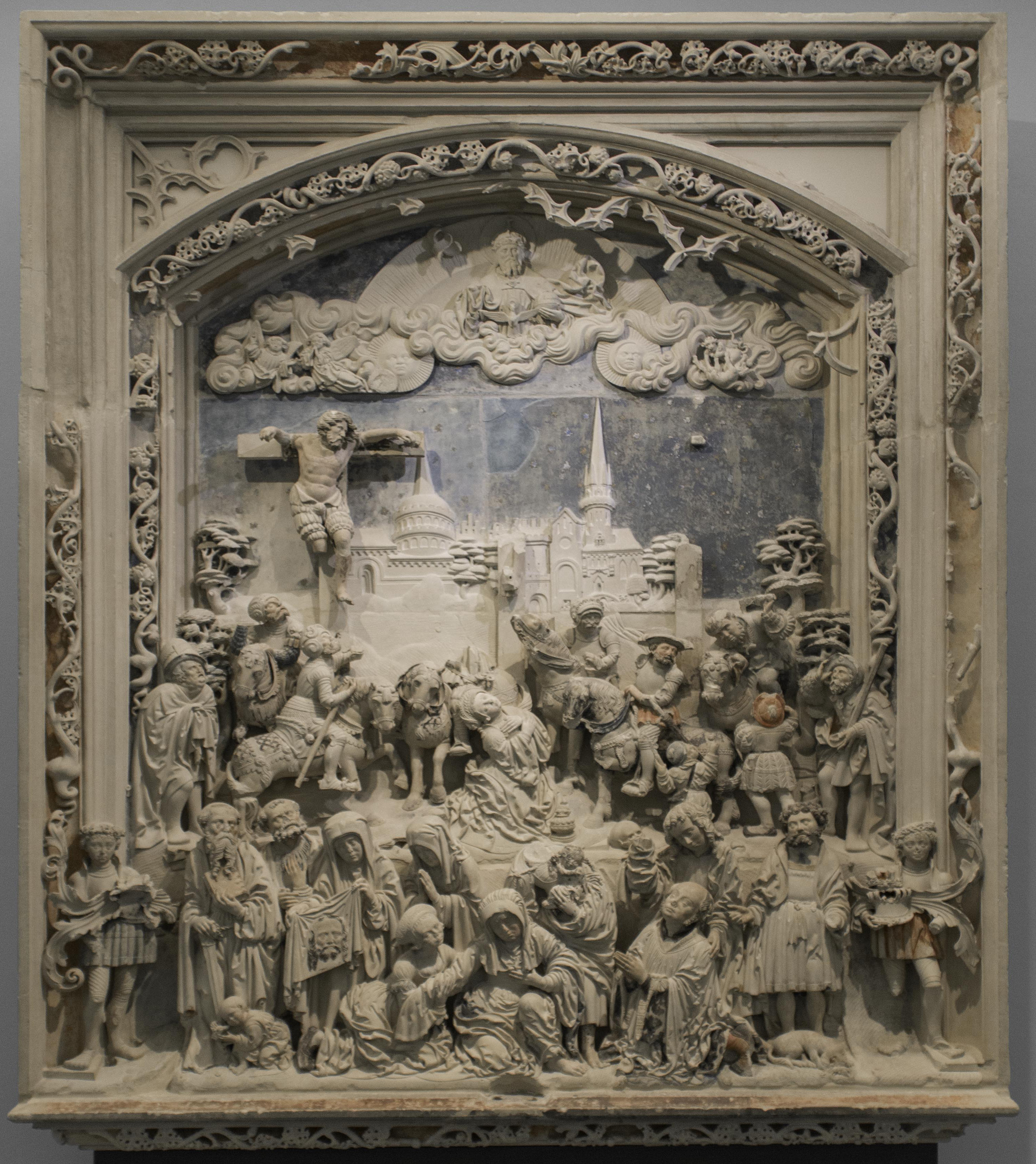
Kreuzaltar, heute im LWL-Museum für Kunst und Kultur

An der Rückwand des mittleren Kompartiments der Lettnerhalle befand sich der Kreuz- oder Laienaltar (7.), von dem aus die Messen für das „gemeine Volk“ gelesen wurde. Dem Altar bzw. der Westseite vorgelagert war eine Stufenanlage (8.), die durch eine Chorschranke (9.) zum Langhaus hin begrenzt wurde. Innerhalb dieses abgegrenzten Bezirks befanden sich zwei weitere Altäre, die den Vierungspfeilern als Seitenaltäre vorgelagert waren, u. a. der sog. Sebastiansaltar.
Das Altarretabel, das heute im Landesmuseum aufbewahrt wird, ist 2,63 m hoch und 2,16 m breit. Es stellt die Kreuzigung Christi dar und ist mit einem reich verzierten Profil-Rahmen umgeben.
- Das Kreuz Christi, das sich in der Mitte des Bildes befand, ist verloren gegangen. Der Christus-Korpus war mit drei Nägeln am Kreuz befestigt und war als Verstorbener dargestellt. Das Kreuz war durch die beiden Kreuze der beiden Schächer flankiert, von denen nur eines erhalten ist.
- Über dem Kreuz befindet sich eine Darstellung Gottes des Vaters mit Tiara, unter ihm der Heilige Geist, rechts und links davon jeweils die verdunkelte Sonne bzw. der verdunkelte Mond. Über dem Kreuz befinden sich zudem zwei betende Engel.
- Zu Füßen des Kreuzes sind links und rechts jeweils Reitergruppen dargestellt, mit der (abgebrochenen) Lanze, die in die Seite Christi sticht, bzw. einem Stecken, auf dem Christus ein Schwamm entgegengehalten wird. Am Fuße des Kreuzes kniet mittig Maria Magdalena. Im Vordergrund sitzt Maria, umgeben von weiteren Frauen. Neben der Darstellung weiterer Heiliger und eines knienden Klerikers in Tracht des 16. Jahrhunderts finden sich seitlich einige Jünglinge, die Wappen tragen.
- Die gesamte Kreuzdarstellung ist eingebettet in eine im Hintergrund befindliche, als Flachrelief ausgeführte idealisierte Silhouette der Stadt Jerusalem.

## Funktionen
Der Lettner hatte verschiedene, überwiegend liturgische Funktionen:
- Vom Kreuzaltar aus wurden die Messen für das Volk im Langhaus gefeiert.
- Die Lettnerbühne wurde als Musikerbühne genutzt: sie bot Platz für einen Sängerchor bzw. eine Choralschola (sog. Kamerata) bzw. die Dommusikkapelle, später auch für den Domchor. Der Dirigent der Ensembles war vom Lettner aus auch für die Leitung des Gemeindegesanges verantwortlich.
- Auf der Lettnerbühne stand eine kleine Orgel mit der Funktion eines Generalbass-Instruments. Dieses sog. Lettner-Positiv steht heute im Westchor.
- Vom Lettner aus wurden auch die Epistel und das Evangelium verlesen.
- Eine weitere liturgische Funktion des Lettners war die Trennung von Klerikerchor und Laienkirche. Für diese Trennung gab es vermutlich mehrere Gründe: so etwa die unterschiedliche Dauer der Messen des Domkapitels im Hochchor und der (wesentlich kürzeren) Messen am Kreuzaltar für das „einfache“ Volk, das „lediglich“ seine Sonntagspflicht erfüllte; bzw. ganz profane Gründe, wie der Schutz der Kleriker im Hochchor vor Zugluft bzw. vor Ablenkung durch das „gemeine Volk“.
- Vom Lettner aus erfolgten auch öffentliche Bekanntmachungen, so etwa die (gesungene) Verkündigung der Festtermine eines Kirchenjahres am Fest der Erscheinung des Herrn, die Proklamation der Bischofswahl, die Proklamation der Wahl weltlicher Würdenträger, die Verkündung fürstbischöflicher, im 19. Jahrhundert königlicher Erlasse und Ermahnungen.

## Abbruch (1870) und Reste
Bereits im Jahre 1862 stimmte das Domkapitel für einen Abbruch des Lettners, der jedoch von Bischof Johann Georg Müller bis zu dessen Tod im Jahre 1870 wohl verhindert wurde. Am 30. November 1870 beschloss das Domkapitel erneut den Abbruch, der im Dezember 1870 vollzogen wurde, was zu heftiger Kritik („Vandalismus“, „Barbarei“) führte.
Die Reste des Lettners, einschließlich der zahlreichen Figuren, wurden zwischengelagert, und gelangten 1870 schließlich an das Landesmuseum, wo die Architektur-Stücke des Lettners zu größeren Einheiten zusammengesetzt wurden. Während des Zweiten Weltkrieges wurden die Figuren rechtzeitig ausgelagert. Die Architekturteile im Landesmuseum wurden dort bei einer Bombardierung schwer beschädigt. Seit 1983 sind die Figuren des Lettners und einige Architekturteile in der Domkammer ausgestellt.